# Udo Kindermann
Udo Kindermann (Breslavia, 19 luglio 1941) è un filologo tedesco.

## Biografia
Kindermann si è iscritto nel 1961 all'Università Friedrich-Alexander di Erlangen-Norimberga, dove ha studiato latino e inglese; nel 1966 ha superato l'esame di stato per insegnare al ginnasio in Baviera. Dal 1964 al 1968 ha studiato Filologia latina del Medioevo come titolare di una borsa di studio e nel 1969 ha conseguito il dottorato in filologia, cominciando a lavorare come assistente di ricerca presso l'Università di Erlangen-Norimberga. Nel 1974 ha conseguito l'abilitazione all'insegnamento universitario di Filologia latina medievale. Nel 1975 è stato nominato libero docente; nel 1982 è diventato professore associato. Nel 1991 è stato nominato professore ordinario di Filologia latina medievale presso l'Università di Colonia. Nel 2006 si è ritirato dall'insegnamento, diventando professore emerito.

## Libri principali
- Satyra. Die Theorie der Satire im Mittellateinischen. Vorstudie zu einer Gattungsgeschichte. Nürnberg, 1978.
- Zwischen Epos und Drama: Ein unbekannter Streit der Töchter Gottes. Erstedition eines lateinischen Gedichts aus dem 13. Jahrhundert. Erlangen, 1987.
- Der Dichter vom Heiligen Berge. Eine Einführung in das Werk des mittellateinischen Autors Gregor von Montesacro, mit Ersteditionen und Untersuchungen. Nürnberg, 1989.
- Flores Psalmorum. A Hitherto Unknown Jesu-Psalter by the 13th-Century Latin Author Gregory of Montesacro. Concord, New Hampshire, 1990.
- L'abate Gregorio di Montesacro quale esponente della cultura spiritual-latina nella Puglia sveva Federico II., Venezia, Marsilio 1995 pp. XXXI-603, 215-9
- Einführung in die lateinische Literatur des mittelalterlichen Europa. Turnhout, 1998.
- Kunstdenkmäler zwischen Antwerpen und Trient: Beschreibungen und Bewertungen des Jesuiten Daniel Papebroch aus dem Jahre 1660. Erstedition, Übersetzung und Kommentar. Köln, 2002.
- Soll man um Tote trauern? Eine Antwort aus dem Jahre 1141 in der Consolatio des Laurentius von Durham, Edition und Übersetzung. Erlangen, 2010.
- Satiren des Mittelalters. Lateinisch und deutsch. Darmstadt, 2013.
- Kunstdenkmäler im Veneto: Beschreibungen und Bewertungen des Jesuiten Daniel Papebroch aus dem Jahre 1660. Erstedition, Übersetzung und Kommentar. Köln, 2016.